# Pinacotarsus dohrni
Pinacotarsus dohrni là một loài bọ cánh cứng trong họ Bọ hung (Scarabaeidae).